# Johann Christian Dotzauer
Johann Christian Dotzauer (* 17. März 1696 in Hildburghausen; † 5. Dezember 1773 in ebenda) war ein Orgelbauer in Hildburghausen (Thüringen).

## Leben
Dotzauer entstammte einer Tischlerfamilie. Sein Großvater Michael Dotzauer († 1680) war aus Dotterwies in Böhmen ausgewandert und ist als 1663 als Müller und später als Tischler in Hildburghausen nachweisbar. Dessen gleichnamiger Sohn (1655–1710) erlernte ebenfalls den Beruf des Tischlers. Michael Dotzauer war mit Anna Dorothea Bräutigam († 1710) verheiratet. Mit 14 Jahren war Johann Christian Dotzauer Vollwaise.
Johann Christian Dotzauer war vor 1715 zunächst Schreiner. Durch die Förderung von Herzog Ernst von Sachsen-Hildburghausen erlernte er vor 1720 den Orgelbau bei Johann Georg Schröter in Erfurt und Franciscus Volckland. Im Herzogtum Sachsen-Hildburghausen erhielt er um 1725 das Orgelbauprivileg des Hoforgelbauers und wurde offenbar Nachfolger von Caspar Schippel. Da Nicolaus Seeber ebenfalls das Privileg innehatte, kam es zu einem mehrjährigen Streit, der 1728 mit einem Vergleich endete. Demzufolge mussten sich beide Orgelbauer das Privileg teilen.
Dotzauer heiratete 1728 Johanna Catharina Hellmuth († 14. April 1780), die Tochter des Schneiders Johann Georg Hellmuth. Aus der Ehe gingen vier Kinder hervor. Die Tochter Catharina Louisa Dotzauer (* 12. August 1729; † 13. Oktober 1788) heiratete im Jahr 1752 Johann Georg Henne (* 1725 in Kleinmünster; † 7. November 1799 in Hildburghausen), der bei Dotzauer den Orgelbau erlernte. Henne wurde in den 1770er Jahren sein Nachfolger und übernahm auch dessen Orgelbauprivileg. Dotzauers Sohn Elias Friedrich (1731–1787) war nach dem Musikstudium in Wien Kammermusiker beim Prinzen von Sachsen-Hildburghausen und ab 1769 Organist von Hildburghausen. Friedrichs Sohn Karl Dotzauer (1777–1845) übernahm das Amt des Vaters als Hoforganist. Ein weiterer Sohn, Justus Johann Georg Dotzauer (1737–1818), wurde Pfarrer. Berühmtheit erlangte dessen Sohn Justus Johann Friedrich Dotzauer als Cellist und Komponist. Ein weiterer Sohn (1740–1814) von Johann Christian erhielt den Namen des Vaters. Johann Christian Dotzauer jun. erlernte den Orgelbau vermutlich in der väterlichen Werkstatt und erbaute die Orgel in Dingsleben.

## Werk
Dotzauers fünfachsige Prospektgestaltung entspricht dem mitteldeutschen Normaltyp. Der meist breite, überhöhte Mittelturm (flachrund oder spitz) wird von zwei Flachfeldern und zwei niedrigen Türmen flankiert. Das Pedalwerk steht gerne in seitlichen Pedaltürmen. Von Dotzauer sind neben Reparaturarbeiten und Umbauten 17 Orgelneubauten in der Orgellandschaft Thüringen, vor allem in Sachsen-Hildburghausen, nachgewiesen. In den meisten Fällen sind nur die barocken Gehäuse erhalten, in die später neue Innenwerke eingebaut wurden. Originale Register finden sich noch in Westhausen, Zeilfeld, Crock und Effelder.

## Werkliste
Kursivschreibung gibt an, dass nichts oder nur das historische Gehäuse erhalten ist. In der fünften Spalte bezeichnet die römische Zahl die Anzahl der Manuale und ein großes „P“ ein selbstständiges Pedal. Die arabische Zahl gibt die Anzahl der klingenden Register an. Die letzte Spalte bietet Angaben zum Erhaltungszustand oder weitere Informationen.
| Jahr      | Ort                                | Bauwerk                     | Bild | Manuale | Register | Anmerkungen |
| --------- | ---------------------------------- | --------------------------- | ---- | ------- | -------- | --- |
| 1724      | Hildburghausen                     | Apostelkirche               |      |         |          | Neubau; Gehäuse übernommen; nicht erhalten                                                                                                  |
| 1730      | Behrungen                          | Ev. Kirche                  |      | II/P    | 22       | Neubau; Gehäuse erhalten |
| 1731      | Crock                              | St. Veit                    |      | II/P    | 13       | Neubau; Gehäuse und zwei Register erhalten                                                                                                  |
| 1731      | Queienfeld                         | Zur-Hilfe-Gottes-Kirche     |      | I/P     | 13       | Neubau; Gehäuse erhalten |
| 1735      | Rentwertshausen                    | Ev. Kirche                  |      |         |          | Neubau; nicht erhalten |
| 1736      | Bad Rodach                         | St. Johannis                |      | II/P    |          | Neubau; Gehäuse erhalten |
| 1737      | Streufdorf                         | St. Marien                  |      | II/P    | 17       | Neubau; Gehäuse erhalten |
| 1737      | Hirschendorf                       | St. Lorenz                  |      | I/P     | 9        | |
| 1739      | Stelzen                            | Marienkirche                |      | I/P     | 10       | Neubau; nicht erhalten |
| 1745–1746 | Effelder                           | St. Kilian                  |      | II/P    | 15       | Neubau, Werke hintereinander platziert |
| um 1750   | Westhausen (bei Hildburghausen)    | St. Kilian                  |      | II/P    | 12       | Neubau unter Einbeziehung älterer Register um 1690; mehrfach umgebaut, 1841 durch Michael Schmidt; 2017 Restaurierung durch Jörg Stegmüller |
| 1747      | Ummerstadt                         | St. Bartholomäus            |      | II/P    | 21       | Neubau; Gehäuse erhalten |
| 1748      | Sachsenbrunn                       | Kirche Zum Heiligen Kreuz   |      |         |          | Neubau; nicht erhalten |
| um 1750   | Gießübel (Schleusegrund)           | Zur heiligen Dreifaltigkeit |      |         |          | Neubau; Gehäuse erhalten |
| 1756      | Heubach (Masserberg)               | St. Wolfgang                |      |         |          | Neubau; nicht erhalten |
| 1764      | Junkersdorf (Königsberg in Bayern) | St. Veit                    |      | I/P     | 10       | Zuschreibung, Neubau; Gehäuse erhalten |
| 1767      | Zeilfeld                           | St. Oswald                  |      | II/P    | 19       | Neubau, zum großen Teil erhalten |
| 1767      | Brünn/Thür.                        | Dorfkirche Brünn            |      |         |          | Neubau; nicht erhalten |